# 동아프리카

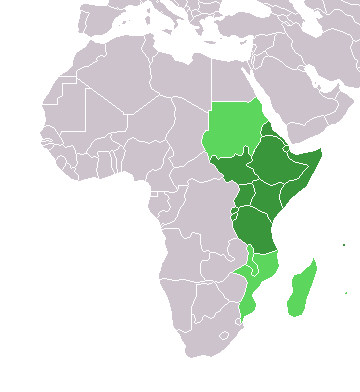
동아프리카에 속하는 지역
종종 동아프리카에 속하는 지역

동아프리카는 소말리아, 케냐, 탄자니아를 포함한 아프리카의 동부 지역을 지칭하는 말이다. 부룬디, 르완다, 우간다, 마요트, 레위니옹 등도 포함된다.

## 역사
기원전 300만 년부터 500만 년 사이 동아프리카 초원에서 최초의 이족보행을 하는 고인류가 등장했다. 이 시기 유인원이 원시 인류로 진화하기 시작한 것으로 보인다. 기원후 600년에서 1500년 사이 스와힐리족이 동아프리카 최초의 도시인 킬와와 몸바사를 건설했으며, 3세기부터는 예멘 지역들을 비롯한 아라비아 반도의 아랍인들과 그리스인, 페르시아인들과 교류를 했으며, 7세기에는 아라비아인들을 통해 이슬람을 받아들이고, 그 후에 여러 이슬람 왕조들이 들어섰다. 1415년부터 1417년까지 중국 명나라 함대가 동아프리카 해안에 도착하여 동아프리카 부족들과 교류했다. 1497년 포르투갈의 바스코 다 가마는 남아프리카 해역을 돌아 동아프리카와 인도로 가는 길을 발견한다. 하지만 스와힐리족은 저항했고 그 결과 킬와와 같은 도시들이 약탈당했으며 몸바사는 파괴되었다. 1884년에서 1885년 사이 독일은 오늘날 탄자니아와 르완다를 독일령 동아프리카로 선포했다. 1952년 케냐의 키쿠유족이 독립을 주장하며 마우마우 봉기를 일으켰다. 1962년에는 우간다가, 1963년에는 케냐와 잔지바르가 독립하였다. 1963년 아프리카의 독립국가들은 아프리카 통합 기구(OAU)를 에티오피아의 수도 아디스아바바에서 창설했고 1965년 이들 중 9개 국가들이 모여 탄자니아 다르에스살람에 위치한 해방 위원회를 두고 아직 독립하지 않은 아프리카의 식민지에서 군사적 저항을 조직했다. 1992년 소말리아에서 내전이 발생하여 유엔의 후원을 받은 미군이 군사작전을 시행했으나 실패했다.

## 동아프리카에 속하는 나라
| 국명       | 공용어                               | 수도         | 면적Km²   |
| ---------- | ------------------------------------ | ------------ | --------- |
| 소말리아   | 소말리어・아랍어                     | 모가디슈     | 637,657   |
| 소말릴란드 | 소말리어・아랍어                     | 하르게이샤   | 176,120   |
| 케냐       | 스와힐리어・영어                     | 나이로비     | 582,650   |
| 탄자니아   | 스와힐리어・영어                     | 도도마       | 947,303   |
| 남수단     | 영어                                 | 주바         | 619,745   |
| 부룬디     | 룬디어・프랑스어・영어               | 부줌부라     | 27,830    |
| 르완다     | 르완다어・프랑스어・영어・스와힐리어 | 키갈리       | 26,338    |
| 에티오피아 | 암하라어                             | 아디스아바바 | 1,104,300 |
| 우간다     | 스와힐리어・영어                     | 캄팔라       | 236,040   |
| 에리트레아 | 영어・티그리냐어・아랍어             | 아스마라     | 117,600   |
| 지부티     | 프랑스어・아랍어                     | 지부티 시    | 23,200    |
| 세이셸     | 영어・프랑스어・세이셸 크리올        | 빅토리아     | 455       |

## 같이 보기
- 사하라 이남 아프리카
- 서아프리카
- 남아프리카
- 중앙아프리카
- 북아프리카
- 아프리카의 뿔